# A Grande Mentira
A Grande Mentira é uma telenovela brasileira produzida e exibida pela TV Globo de 5 de junho de 1968 a 4 de julho de 1969, em 341 capítulos. Substituiu O Santo Mestiço e foi substituída por A Cabana do Pai Tomás, sendo a 5.ª "novela das sete" exibida pela emissora. Foi a trama com maior número de capítulos já exibida pela Globo. 
Escrita por Hedy Maia, dirigida por Fábio Sabag e Marlos Andreucci, produzida em preto-e-branco.
Assim como grande parte das tramas anteriores ao ano de 1975, foi totalmente perdida no incêndio que atingiu o acervo da TV Globo em 1976.

## Enredo
Maria Cristina é uma moça batalhadora que trabalha como faxineira e mora com uma senhora chamada Elvira. Ao ser  atropelada pelo milionário Roberto Albuquerque Medeiros, acaba se apaixonando por ele.
Roberto é um jovem extrovertido e determinado que trabalha nas empresas com o pai Jorge Antônio. Mora na mansão da família com o pai, a mãe Veridiana - com quem mantém uma ótima relação - e a irmã Lenita.
Quando Maria Cristina é levada à mansão dos Albuquerque Medeiros, ela sente a hostilidade da família, principalmente por parte de Veridiana, que faz de tudo para separar o casal.
Paulo Bacelar também se interessa em acabar com o romance do casal. Paulo é um executivo inescrupuloso, rival de Roberto nas empresas de Jorge Antônio. Sente inveja de Roberto e quer destruí-lo à qualquer custo.

## Elenco
| Interprete        | Personagem                         |
| ----------------- | ---------------------------------- |
| Myriam Pérsia     | Maria Cristina                     |
| Cláudio Marzo     | Roberto Albuquerque Medeiros       |
| Neuza Amaral      | Veridiana Albuquerque Medeiros     |
| Edney Giovenazzi  | Paulo Bacelar                      |
| Gilberto Martinho | Jorge Antônio Albuquerque Medeiros |
| Eloísa Mafalda    | Elvira                             |
| Hélio Souto       | Renato                             |
| Maria Helena Dias | Palmira Damasceno / Sandra         |
| Roberto de Cleto  | Otto Damasceno                     |
| Sônia Dutra       | Lenita Albuquerque Medeiros        |
| Felipe Wagner     | Carlos Augusto                     |
| Yara Sarmento     | Cláudia                            |
| Turíbio Ruiz      | Heitor                             |
| Karin Rodrigues   | Márcia                             |
| Felipe Carone     | André                              |
| Regina Macedo     | Rosana                             |
| Nilson Condé      | Marcelo                            |
| Diana Morel       | Beatriz                            |
| Dante Rui         | Rafael                             |
| Maria Pompeu      | Gina                               |
| Dary Reis         | Sérgio                             |
| Paulo Pinheiro    | Francisco (Chiquinho)              |
| Henriqueta Brieba | Dedina                             |

## Produção
A Grande Mentira foi produzida e gravada em São Paulo. Mesmo com cenas externas nas ruas da cidade, porém, a direção da novela optou por não especificar onde a trama era ambientada.
Para entrar em cena, Myriam Pérsia deveria usar uma maquiagem pesada, da qual não gostava. Antes de gravar, sem ninguém perceber, a atriz lavava o rosto e aplicava um pó claro.
Durante a sua exibição, Glória Magadan, que supervisionava a telenovela, retirou o casal protagonista e a trama continuou sem eles. Mas devido à reação do público, Myriam Pérsia e Cláudio Marzo acabaram retornando à trama.
Foi exibida originalmente com 341 capítulos sendo até hoje a maior novela da história da TV Globo. 
Apesar de não ter uma trilha sonora, A Grande Mentira contou com os sucessos musicais da época, incluídos nos capítulos pelo diretor Fábio Sabag, enquanto editava as cenas da novela. Segundo ele, isso ajudou a alavancar a audiência da trama.

## Exibição
A novela começou a ser reprisada na faixa da tarde com ela ainda no ar entre 09 de outubro de 1968 a 16 de janeiro de 1970 em 383 capítulos, sendo substituída por A Cabana do Pai Tomás.